# Júnior Díaz
Júnior Díaz, właśc. Júnior Enrique Díaz Campbell (wym. [ˈχuɲoɾ ˈdijas]; ur. 12 września 1983 w San José) – kostarykański piłkarz, który występował na różnych pozycjach zarówno w obrońcy, jak i pomocnika. W latach 2003–2016 wielokrotny reprezentant Kostaryki. Uczestnik Mistrzostw Świata 2014.
W swojej karierze występował m.in. w takich klubach jak: Wisła Kraków, CS Herediano, Mainz 05 czy Club Brugge.

## Kariera klubowa

### CS Herediano
Júnior Díaz karierę rozpoczynał w klubie CS Herediano. W sezonie 2004/2005 występował ze swoim zespołem w pucharze Copa Interclubes UNCAF. Herediano po pokonaniu w pierwszej rundzie panamskiego Tauro FC, w drugiej rundzie zostało wyeliminowane przez honduraski CD Olimpia i ostatecznie zespół Díaza nie awansował do Pucharu Mistrzów CONCACAF. W lidze, w sezonie 2004/2005 Díaz doszedł z zespołem do play-offów zarówno w turnieju Apertura, jak i Clausura. W obu przypadkach Herediano zostało wyeliminowane w półfinałach.
W swoich pierwszych trzech meczach ligowych sezonu 2005/2006, Díaz pokazał się ze świetnej strony, strzelając w każdym meczu po bramce. W sezonie 2006/2007 ponownie doszedł ze swoim zespołem do półfinału turnieju Clausura, gdzie CS Herediano odpadło po serii rzutów karnych z późniejszym mistrzem – Deportivo Saprissa. W sezonie Apertura 2007 zdobył wicemistrzostwo z CS Herediano. W drugim meczu finałowego pojedynku z Deportivo Saprissa, który zakończył się wynikiem 2:2, Díaz zaliczył asystę.

### Wisła Kraków
Pod koniec stycznia 2008 roku, Junior Díaz podpisał kontrakt z Wisłą Kraków. 26 lutego zadebiutował w Wiśle, w spotkaniu Pucharu Ekstraklasy z Jagiellonią Białystok. 15 marca zadebiutował w Ekstraklasie, w zwycięskim meczu z Lechem Poznań. Pierwszego gola na boiskach najwyższej klasy rozgrywkowej zdobył 4 maja, w spotkaniu z ŁKS-em Łódź. Sezon 2007/2008 Díaz zakończył zdobyciem mistrzostwa Polski.
6 sierpnia 2008 roku zadebiutował w europejskich pucharach, w spotkaniu II rundy eliminacyjnej Ligi Mistrzów z Beitarem Jerozolima. W 57. minucie pojedynku zanotował debiutanckie trafienie w europejskich rozgrywkach.
31 sierpnia 2010 roku został sprzedany do belgijskiego Club Brugge. Po niespełna roku spędzonym w Club Brugge, powrócił do Wisły na zasadzie rocznego wypożyczenia.

## Kariera reprezentacyjna

### Reprezentacja U-23 i Igrzyska Olimpijskie
We wrześniu 2003 roku Díaz zdobył trzy bramki w dwumeczu pierwszej rundy turnieju eliminacyjnego do Letnich Igrzyskach Olimpijskich w Atenach, z reprezentacją Belize. W listopadzie zagrał w dwumeczu drugiej rundy eliminacji z reprezentacją Gujany. 25 stycznia 2004 roku zagrał w towarzyskim meczu z Nikaraguą. W lutym zagrał w trzech meczach fazy grupowej eliminacji do Letnich Igrzyskach Olimpijskich. W spotkaniu z Meksykiem zdobył bramkę, a mecz zakończył się wynikiem 1:1. Kostaryka zajęła pierwsze miejsce w grupie i awansowała do półfinału, gdzie zmierzyła się z Hondurasem. Mecz zakończył się wygraną Kostaryki 2:0, a Díaz grał przez pełne 90. minut. Po tym meczu Kostaryka wywalczyła awans na Letnie Igrzyska Olimpijskie w Atenach.
W 2004 roku Díaz reprezentował Kostarykę na Letnich Igrzyskach Olimpijskich w Atenach. Wystąpił w pełnym wymiarze czasowym we wszystkich czterech spotkaniach, jakie reprezentacja Kostaryki U-23 rozegrała na turnieju olimpijskim w piłce nożnej. Kostaryka awansowała podczas turnieju do ćwierćfinału, gdzie przegrała z późniejszym triumfatorem imprezy, Argentyną.

### Reprezentacja seniorska

#### 2003–2004: Debiut i Copa América
W reprezentacji Kostaryki Díaz zadebiutował 7 września 2003 roku w towarzyskim spotkaniu z reprezentacją Chin. Kolejny występ w reprezentacji narodowej zaliczył 11 października 2003 roku, w towarzyskiej potyczce z RPA. 31 marca 2004 roku, zagrał w meczu z Meksykiem. Uczestniczył w Copa América 2004 w barwach reprezentacji Kostaryki. Wystąpił w jedynym wygranym przez Kostarykę meczu na tym turnieju, z reprezentacją Chile.

#### 2005–2007
16 lutego 2005 roku, Díaz wystąpił w towarzyskim meczu z Ekwadorem. Następnie wygrał z reprezentacją Kostaryki turniej UNCAF Nations Cup 2005. Wystąpił we wszystkich 4 spotkaniach na tym turnieju. Kolejny występ w kadrze narodowej zaliczył 19 czerwca 2005 roku, w spotkaniu z Chinami. W 2005 roku był w składzie reprezentacji Kostaryki na Złoty Puchar CONCACAF 2005. Zagrał tam w jednym pojedynku, z reprezentacją Kuby.
1 marca 2006 roku zagrał w meczu z Iranem. We wrześniu 2006 roku, Díaz wystąpił w dwóch towarzyskich spotkaniach z reprezentacją Austrii oraz Szwajcarią. W 2007 roku Díaz wystąpił w pięciu meczach (z Hondurasem, Kanadą, Salwadorem, Haiti i Panamą).

#### 2008–2009: Eliminacje Mistrzostw Świata
W 2008 roku wystąpił w trzech spotkaniach towarzyskich: z reprezentacją Szwecji, Jamajki oraz Peru, a następnie zagrał w pięciu spotkaniach w ramach eliminacji Mistrzostw Świata 2010. Swojego pierwszego gola dla reprezentacji Júnior Díaz zdobył 15 października 2008 roku w spotkaniu eliminacyjnym Mistrzostw Świata 2010 z Haiti.
W 2009 roku wystąpił w ośmiu meczach eliminacji Mistrzostw Świata 2010 (dwukrotnie z reprezentacją Hondurasu, reprezentacją Meksyku, reprezentacją Salwadoru i reprezentacją USA). Zagrał również w obu barażowych meczach z Urugwajem, w których lepsi okazali się Urugwajczycy i to oni awansowali na Mistrzostwa Świata w RPA.

#### Bramki w reprezentacji
| Lp. | Data                 | Gdzie               | Przeciwnik | Bramka | Rezultat | Rozgrywki                         |
| --- | -------------------- | ------------------- | ---------- | ------ | -------- | --------------------------------- |
| 1.  | 15 października 2008 | San José, Kostaryka | Haiti      | 1:0    | 2:0      | Eliminacje Mistrzostw Świata 2010 |

## Życie prywatne
Díaz jest synem byłego reprezentanta Kostaryki w piłce nożnej, Enrique Díaza.

## Statystyki
(stan na 8 maja 2012)
| Klub         | Sezon         | Liga             | Liga  | Liga   | Puchary krajowe | Puchary krajowe | Puchary kontynentalne | Puchary kontynentalne | Suma  | Suma   |
| Klub         | Sezon         | Liga             | Mecze | Bramki | Mecze           | Bramki          | Mecze                 | Bramki                | Mecze | Bramki |
| ------------ | ------------- | ---------------- | ----- | ------ | --------------- | --------------- | --------------------- | --------------------- | ----- | ------ |
| CS Herediano | 2003–2004     | Primera División | 36    | 1      | –               | –               | –                     | –                     | 36    | 1      |
| CS Herediano | 2004–2005     | Primera División | 16    | 1      | –               | –               | 4                     | 0                     | 20    | 1      |
| CS Herediano | 2005–2006     | Primera División | 26    | 3      | –               | –               | –                     | –                     | 26    | 3      |
| CS Herediano | 2006–2007     | Primera División | 33    | 2      | –               | –               | –                     | –                     | 33    | 2      |
| CS Herediano | Apertura 2007 | Primera División | 18    | 3      | –               | –               | –                     | –                     | 18    | 3      |
| Wisła Kraków | 2007–2008 (w) | Ekstraklasa      | 7     | 1      | 9               | 0               | –                     | –                     | 16    | 1      |
| Wisła Kraków | 2008–2009     | Ekstraklasa      | 28    | 2      | 5               | 2               | 5                     | 1                     | 38    | 5      |
| Wisła Kraków | 2009–2010     | Ekstraklasa      | 27    | 2      | 5               | 1               | 2                     | 0                     | 34    | 3      |
| Wisła Kraków | 2010–2011     | Ekstraklasa      | 4     | 0      | 0               | 0               | 3                     | 1                     | 7     | 1      |
| Club Brugge  | 2010–2011     | Pro League       | 13    | 0      | 0               | 0               | 4                     | 0                     | 17    | 0      |
| Wisła Kraków | 2011–2012     | Ekstraklasa      | 20    | 1      | 4               | 0               | 12                    | 0                     | 36    | 1      |
| Suma         | CS Herediano  | CS Herediano     | 129   | 10     | –               | –               | 4                     | 0                     | 133   | 10     |
| Suma         | Wisła Kraków  | Wisła Kraków     | 86    | 6      | 23              | 3               | 22                    | 2                     | 131   | 11     |

## Osiągnięcia

### Wisła Kraków
- Ekstraklasa: 2007/08, 2008/09, 2010/11

### Reprezentacyjne
- Copa UNCAF: 2005